# (5998) Sitenský
5998 Sitensky (1986 RK1) – planetoida z pasa głównego asteroid okrążająca Słońce w ciągu 4,59 lat w średniej odległości 2,76 j.a. Odkryta 2 września 1986 roku.